# Tomáš Kucharčík
Tomáš Kucharčík (* 10. Mai 1970 in Mladá Boleslav, Tschechoslowakei) ist ein ehemaliger tschechischer Eishockeyspieler, der im Laufe seiner Karriere unter anderem für den HC Slavia Prag und HC Škoda Plzeň in der tschechischen Extraliga aktiv war. 1999 gewann er die Goldmedaille bei der Eishockey-Weltmeisterschaft.

## Karriere
Tomáš Kucharčík begann seine Karriere als Eishockeyspieler beim ASD Dukla Jihlava, für dessen Profimannschaft er von 1990 bis 1993 in der höchsten tschechoslowakischen Spielklasse aktiv war. Mit seiner Mannschaft gewann der Angreifer in der Saison 1990/91 die nationale Meisterschaft. Anschließend wurde er im NHL Entry Draft 1991 in der achten Runde als insgesamt 167. Spieler von den Toronto Maple Leafs ausgewählt, für die er allerdings nie spielte. Stattdessen lief er von 1993 bis 1995 für den HC Škoda Plzeň in der tschechischen Extraliga auf, wobei er die Saison 1993/94 bei Torontos Farmteam, den St. John’s Maple Leafs, in der American Hockey League beendete. 
Im Laufe der Saison 1995/96 wechselte Kucharčík zum HC Slavia Prag, für den er bis 2000 in der Extraliga spielte. Anschließend stand er ein Jahr lang für Ässät Pori sowie anschließend drei Jahre lang für HPK Hämeenlinna in der finnischen SM-liiga auf dem Eis. Nachdem der Linksschütze die Saison 2004/05 beim HC Znojemští Orli in der Extraliga begonnen hatte, beendete er sie bei Leksands IF aus der HockeyAllsvenskan, der zweiten schwedischen Spielklasse. Mit Leksands wurde er Zweitligameister und stieg anschließend in der SuperAllsvenskan in die Elitserien auf. Statt bei den Nordeuropäern zu bleiben, ging der ehemalige Nationalspieler allerdings in die Schweiz, wo er für den HC Ambrì-Piotta und Forward Morges HC in der Nationalliga A bzw. Nationalliga B stürmte. Die Spielzeit beendete er allerdings bei Lukko Rauma in der SM-liiga.
In der Saison 2006/07 spielte Kucharčík für den HK Nitra in der slowakischen Extraliga, sowie Vsetínská hokejová in Tschechien. Die Spielzeit beendete der Tscheche allerdings bei den WSV Sterzing Broncos in der Serie A2, der zweiten italienischen Spielklasse. Nach einem kurzen Engagement beim HC Benešov in der drittklassigen 2. Liga, wurde der Weltmeister von 1999 von den Wölfen Freiburg aus der Oberliga verpflichtet. Mit den Breisgauern erreichte der Center auf Anhieb den Aufstieg in die 2. Bundesliga, in der er in insgesamt 49 Spielen sechs Tore erzielte und 24 Vorlagen gab. Im November 2009 unterzeichnete er einen Vertrag beim SV Kaltern Eishockey aus der italienischen Serie A2.

### International
Für Tschechien nahm Kucharčík an der Weltmeisterschaft 1999 teil, bei der er mit seiner Mannschaft Weltmeister wurde. Insgesamt absolvierter in seiner Karriere 61 Länderspiele für Tschechien und die Tschechoslowakei, in denen er 12 Tore erzielte.

## Erfolge und Auszeichnungen
- 1991 Tschechoslowakischer Meister mit dem ASD Dukla Jihlava
- 1999 Goldmedaille bei der Weltmeisterschaft
- 2003 Veli-Pekka-Ketola-Trophäe
- 2003 Aarne-Honkavaara-Trophäe
- 2005 Meister der HockeyAllsvenskan und Aufstieg in die Elitserien mit Leksands IF
- 2005 Beste Plus/Minus-Bilanz der SuperAllsvenskan
- 2008 Aufstieg in die 2. Bundesliga mit den Wölfen Freiburg

## SM-liiga-Statistik
(Stand: Ende der Saison 2010/11)